# Antoine Rocheleau
Antoine Rocheleau, né le 4 octobre 1836 à Chambly et mort le 28 avril 1901 à Saint-Hubert, est un cultivateur et homme politique québécois.